# Coupe d'Espagne de cyclo-cross 2021
 (septembre 2021).
Si vous disposez d'ouvrages ou d'articles de référence ou si vous connaissez des sites web de qualité traitant du thème abordé ici, merci de compléter l'article en donnant les références utiles à sa vérifiabilité et en les liant à la section « Notes et références ».
Navigation
2020 2022
La Coupe d'Espagne de cyclo-cross 2021 est la 6e édition de la Coupe d'Espagne de cyclo-cross. Elle est composée de 5 manches : la première à Pontevedra, le 9 octobre 2021, et la dernière à Tarancón, le 19 décembre 2021.

## Hommes élites

### Résultats
| # | Date        | Lieu                                                     | Vainqueur              | Deuxième           | Troisième                 | Leader du classement général |
| - | ----------- | -------------------------------------------------------- | ---------------------- | ------------------ | ------------------------- | ---------------------------- |
| 1 | 9 octobre   | Pontevedra (Gran Premio Ciudad de Pontevedra)            | Kevin Suárez           | David van der Poel | Felipe Orts               | Kevin Suárez Fernández       |
| 2 | 6 novembre  | Laudio (XXXIII Ciclocross Internacional Llodio)          | Lander Loockx          | David van der Poel | Kevin Suárez              | Kevin Suárez Fernández       |
| 3 | 7 novembre  | Karrantza (XXVIII Ciclocross Internacional de Karrantza) | David van der Poel     | Lander Loockx      | Kevin Suárez              | David van der Poel           |
| 4 | 21 novembre | Alcobendas (IX Ciclocross Ciudad de Alcobendas Enbici)   | Ismael Esteban         | Gonzalo Inguanzo   | Mario Junquera San Millán | David van der Poel           |
| 5 | 19 décembre | Tarancón (I Ciclocross Internacional Ciudad de Tarancón) | Miguel Rodríguez Novoa | Gonzalo Inguanzo   | Iñigo Gómez               | Ismael Esteban               |

### Classement
|    | Coureur                   | Points |
| -- | ------------------------- | ------ |
| 1  | Ismael Esteban            | 67     |
| 2  | David van der Poel        | 65     |
| 3  | Kevin Suárez              | 57     |
| 4  | Miguel Rodríguez Novoa    | 51     |
| 5  | Gonzalo Inguanzo          | 51     |
| 6  | Lander Loockx             | 45     |
| 7  | Mario Junquera San Millán | 39     |
| 8  | Cyprien Gilles            | 32     |
| 9  | Adrián Aranda Sanchis     | 30     |
| 10 | Iñigo Gómez Elorriaga     | 26     |

## Femmes élites

### Résultats
| # | Date        | Lieu                                                     | Vainqueur           | Deuxième          | Troisième         | Leader du classement général |
| - | ----------- | -------------------------------------------------------- | ------------------- | ----------------- | ----------------- | ---------------------------- |
| 1 | 9 octobre   | Pontevedra (Gran Premio Ciudad de Pontevedra)            | Lucía González      | Aida Nuño Palacio | Laura Verdonschot | Lucía González               |
| 2 | 6 novembre  | Laudio (XXXIII Ciclocross Internacional Llodio)          | Anaïs Morichon      | Aida Nuño Palacio | Alessia Bulleri   | Aida Nuño Palacio            |
| 3 | 7 novembre  | Karrantza (XXVIII Ciclocross Internacional de Karrantza) | Lucía González      | Aida Nuño Palacio | Anaïs Morichon    | Lucía González               |
| 4 | 21 novembre | Alcobendas (IX Ciclocross Ciudad de Alcobendas Enbici)   | Lydia Pinto Larenjo | Aida Nuño Palacio | Sara Cueto Vega   | Aida Nuño Palacio            |
| 5 | 19 décembre | Tarancón (I Ciclocross Internacional Ciudad de Tarancón) | Aida Nuño Palacio   | Sofia Rodríguez   | Basia Borowiecka  | Aida Nuño Palacio            |

### Classement
|    | Coureuse               | Points |
| -- | ---------------------- | ------ |
| 1  | Aida Nuño Palacio      | 105    |
| 2  | Lucía González         | 64     |
| 3  | Sara Cueto Vega        | 51     |
| 4  | Anaïs Morichon         | 41     |
| 5  | Sofia Rodríguez        | 39     |
| 6  | Lydia Pinto Larenjo    | 34     |
| 7  | Carla Fernandez Torres | 30     |
| 8  | Alessia Bulleri        | 28     |
| 9  | Paula Díaz López       | 27     |
| 10 | Sara Bonillo           | 27     |

## Hommes juniors

### Résultats
| # | Date        | Lieu                                                     | Vainqueur          | Deuxième              | Troisième         | Leader du classement général |
| - | ----------- | -------------------------------------------------------- | ------------------ | --------------------- | ----------------- | ---------------------------- |
| 1 | 9 octobre   | Pontevedra (Gran Premio Ciudad de Pontevedra)            | Raúl Mira Bonastre | Pablo Calvo Rios      | Iván Gomar Millet | Raúl Mira Bonastre           |
| 2 | 6 novembre  | Laudio (XXXIII Ciclocross Internacional Llodio)          | Martin Orrière     | Adrià Franquesa Prats | Gorka Corres      | Martin Orrière               |
| 3 | 7 novembre  | Karrantza (XXVIII Ciclocross Internacional de Karrantza) | Martin Orrière     | Gorka Corres          | Milan De Nys      | Martin Orrière               |
| 4 | 21 novembre | Alcobendas (IX Ciclocross Ciudad de Alcobendas Enbici)   | Ivan Gomar Millet  | Raúl Mira Bonastre    | Pau Martí Soriano | Martin Orrière               |
| 5 | 19 décembre | Tarancón (I Ciclocross Internacional Ciudad de Tarancón) | Pau Martí Soriano  | Ivan Gomar Millet     | Pablo Calvo Rios  | Ivan Gomar Millet            |

### Classement
|    | Coureur                 | Points |
| -- | ----------------------- | ------ |
| 1  | Ivan Gomar Millet       | 61     |
| 2  | Raúl Mira Bonastre      | 59     |
| 3  | Martin Orrière          | 50     |
| 4  | Pablo Calvo Rios        | 48     |
| 5  | Gorka Corres            | 45     |
| 6  | Pau Martí Soriano       | 41     |
| 7  | Ivan Fernandez Martinez | 37     |
| 8  | Mikel Regil Fernandez   | 25     |
| 9  | Milan De Nys            | 25     |
| 10 | Hans Rullier            | 24     |

## Femmes juniors

### Résultats
| # | Date        | Lieu                                                     | Vainqueur         | Deuxième              | Troisième        | Leader du classement général |
| - | ----------- | -------------------------------------------------------- | ----------------- | --------------------- | ---------------- | ---------------------------- |
| 1 | 9 octobre   | Pontevedra (Gran Premio Ciudad de Pontevedra)            | Uxia Soto Álvarez | Vania Rico            | Marta Beti       | Uxia Soto Álvarez            |
| 2 | 6 novembre  | Laudio (XXXIII Ciclocross Internacional Llodio)          | María Módenes     | Valeria Mouro Álvarez | Estela Domínguez | María Módenes                |
| 3 | 7 novembre  | Karrantza (XXVIII Ciclocross Internacional de Karrantza) | Laia Bosch Ballús | Valeria Mouro Álvarez | Marta Cano       | María Módenes                |
| 4 | 21 novembre | Alcobendas (IX Ciclocross Ciudad de Alcobendas Enbici)   | Marta Cano        | María Módenes         | Estela Domínguez | María Módenes                |
| 5 | 19 décembre | Tarancón (I Ciclocross Internacional Ciudad de Tarancón) | María Módenes     | Marta Cano            | Estela Domínguez | María Módenes                |

### Classement
|    | Coureuse               | Points |
| -- | ---------------------- | ------ |
| 1  | María Módenes          | 91     |
| 2  | Marta Cano             | 65     |
| 3  | Estela Domínguez       | 63     |
| 4  | Valeria Mouro Álvarez  | 62     |
| 5  | Carolina Vega Gonzalez | 52     |
| 6  | Noelia Ortiz Sanz      | 44     |
| 7  | Marta Beti             | 42     |
| 8  | Uxia Soto Álvarez      | 32     |
| 9  | Vania Rico             | 31     |
| 10 | Laura Mira             | 27     |